# 蓋林察鄉

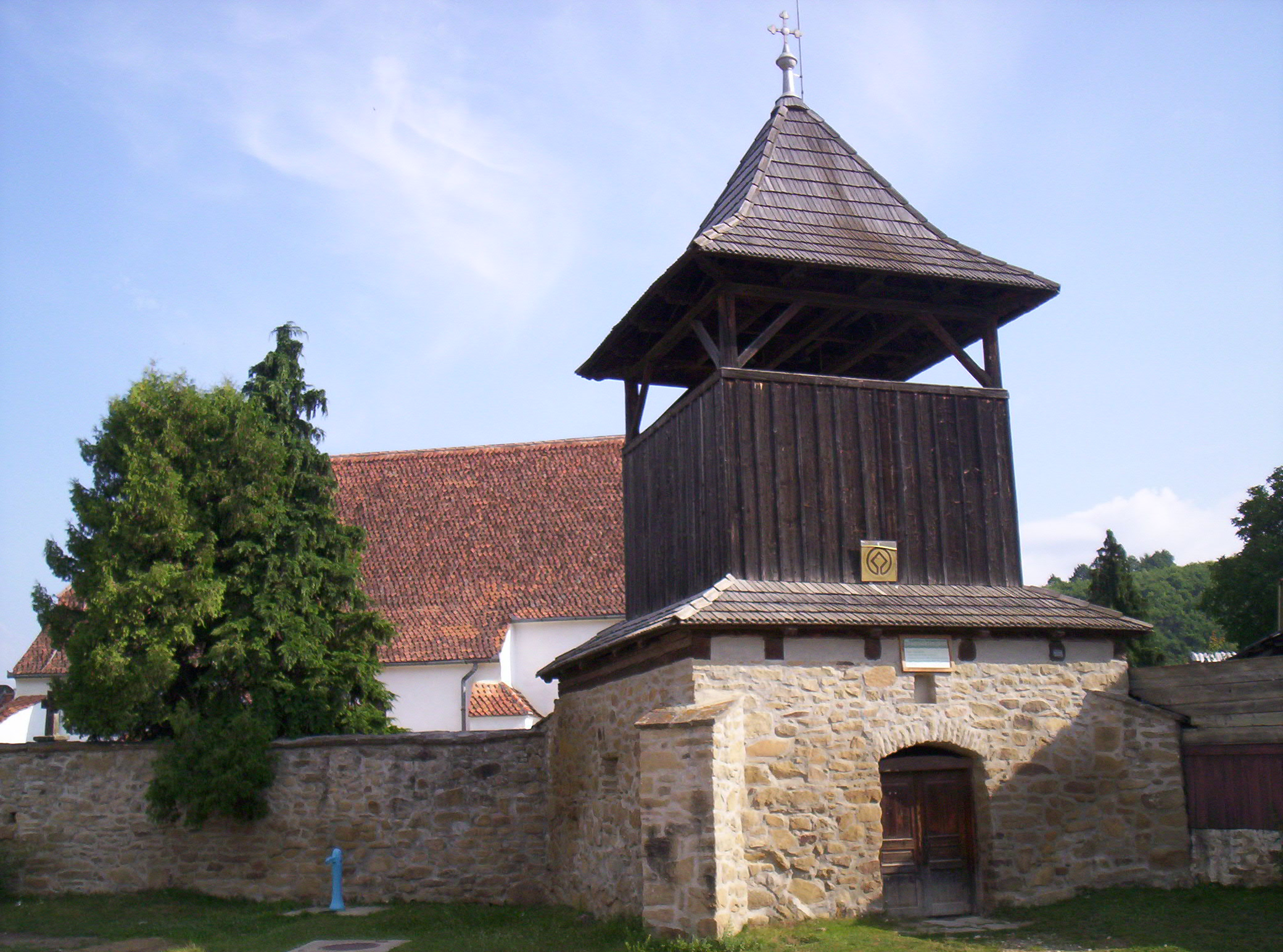

45°57′0″N 26°14′0″E / 45.95000°N 26.23333°E
蓋林察鄉（羅馬尼亞語：Comuna Ghelința, Covasna），是羅馬尼亞的鄉份，位於該國中部，由科瓦斯納縣負責管轄，面積112平方公里，海拔高度700米，2007年人口4,857，人口密度每平方公里43人。